# Riccardo Marone
Riccardo Marone (Napoli, 14 agosto 1948) è un politico italiano.

## Biografia
Laureato in giurisprudenza, nel 1993 è stato assessore alla trasparenza e dal settembre 1994 vicesindaco della giunta di Antonio Bassolino al Comune di Napoli fino al 23 maggio 2000, giorno in cui assume ad interim le funzioni di sindaco dopo le dimissioni di Bassolino, candidatosi alle elezioni regionali per la presidenza della regione Campania.
Nel maggio 2001 è stato eletto alla Camera dei deputati nella XIV legislatura nelle liste dei Democratici di Sinistra - l'Ulivo e riconfermato nella XV legislatura. In entrambe le legislature è stato componente della Commissione affari costituzionali. Nella XV legislatura è stato Presidente del comitato pareri e componente della Giunta per il regolamento. Termina il proprio mandato parlamentare nel 2008.
Dal maggio 2009 all'aprile 2010 è stato assessore regionale alle attività produttive e al turismo della regione Campania nella Giunta Bassolino. Dal giugno 2010 ricopre la carica di presidente della società di trasformazione urbana "Bagnoli Futura".

## Provvedimenti giudiziari
Nel febbraio 2013 la Corte dei Conti lo condanna a risarcire al Comune 560.893 euro per le centinaia di operai ed ex lavoratori socialmente utili chiamati negli anni 2000 negli enti di bacino per lavorare alla raccolta differenziata ma in realtà inattivi. È stato assolto, perché il fatto non sussiste.